# Pietro Boselli
Pietro Boselli (Negrar, 3 de dezembro de 1988) é um modelo de moda/fitness e ex-professor universitário italiano.

## Carreira
Em 1995, foi descoberto com a idade de seis por um olheiro local e começou a modelar para a marca infantil Armani Junior, da Armani.
Em 2007, mudou-se para Londres para estudar bacharelado em engenharia mecânica na University College London (UCL), porém continuou  modelando para a Armani e na Semana da Moda de Milão.
Em 2010, graduou-se na UCL com honras de primeira classe e o prêmio de maior realização dentro da faculdade de engenharia. No mesmo ano, iniciou seu doutorado em filosofia e seu primeiro ano como professor de matemática para estudantes da graduação em engenharia mecânica. Em 2014, concluiu o doutorado e tornou-se professor titular do mesmo curso que lecionava.
Em janeiro de 2014, um estudante tomou nota do físico de Boselli e depois de descobrir que ele tinha carreira de modelo, publicou no Facebook, o que tornou-se viral um ano depois, com a imprensa a nível internacional o apelidando de "Professor de matemática mais sexy do mundo". Após o viral, assinou com uma agência de modelos britânica, a Models 1. Boselli foi visto em campanhas de modelagem americanas para o varejista de roupas Abercrombie & Fitch e o clube de fitness Equinox. Ele também apareceu na revista chinesa GQ Style e foi destaque na capa da Attitude.
Em 2018, fundou a loja de roupas esportivas 
Petra, da qual também é engenheiro e modelo.

### Atletafitnesse influenciador digital
Quando criança, começou a praticar natação e corrida em trilha. Chegou inclusive a treinar corrida nos Alpes e treinar cross country na UCL. Em 2010, se inscreveu pela primeira vez em uma academia e com o passar dos anos fez triatlo, natação de inverno e musculação. Com os anos de musculação, conquistou o título de Modelo Fitness da WBFF Europa, na The O2 Arena em 2014.
Em 2015, abriu sua conta oficial do Instagram e criou um canal no YouTube. Atualmente conta com milhares de seguidores e usa as redes sociais também para o marketing de influência.

## Vida pessoal
Em 2015, quando ganhou fama de "Professor de matemática mais sexy do mundo", ele falou sobre sua experiência com a objetificação sexual, o efeito negativo que isso teve em sua carreira acadêmica, agressões sexuais por mulheres e correspondente tratamentos injustos por causa de gênero. Ele também chamou-se de nerd e disse que antes nunca esteve interessado em uma carreira que o levasse para longe dos estudos, mesmo sabendo que poderia ganhar um salário maior.

## Prêmios
| Ano  | Prêmio            | Categoria     | Resultado |       |
| ---- | ----------------- | ------------- | --------- | ----- |
| 2014 | WBFF Europa ProAm | Model Fitness | Venceu    | [ 1 ] |